# Jean-Marc Berlière
Pour les articles homonymes, voir Berlière.
Jean-Marc Berlière (né le 29 juin 1948 à Dijon), est un historien français, professeur émérite à l'université de Bourgogne. Ses travaux portent initialement sur l'histoire des polices en France qu'il a notamment vulgarisée par la participation à plusieurs documentaires pour la télévision. Il publie aussi sur l'histoire du Parti communiste français durant la Seconde Guerre mondiale, travaux salués par le prix Guizot qu'il reçoit avec son co-auteur Franck Liaigre en 2008. Il s'engage dans une controverse sur le statut de résistant de Guy Môquet. Il est pris depuis 2020 dans une polémique sur les responsabilités du régime de Vichy dans la déportation des Juifs après avoir soutenu des thèses allant à l'encontre du consensus des spécialistes et connues pour être bien reçues à l'extrême droite.

## Biographie
Né  en 1948 à Dijon, agrégé d'histoire, Jean-Marc Berlière a été professeur dans l'enseignement secondaire avant de soutenir, en 1991, une thèse de doctorat portant sur L'Institution et la société policières sous la IIIe République (1870-1914).
Parallèlement à ses activités de recherche menant à des publications, Jean-Marc Berlière a été maître de conférences à l'IEP de Grenoble, puis professeur  d’histoire contemporaine de l’université de Bourgogne (désormais émérite). Ses activités de chercheur ont été menées, entre autres dans le cadre du CESDIP (CNRS/ ministère de la Justice).
Il est médaille de bronze du prix Guizot en 2008 avec son co-auteur Franck Liaigre pour Liquider les traîtres. La face cachée du PCF (1941-1943) et fait officier des Arts et Lettres en 2012.

## Thèmes de recherche

### Histoire de la police
Jean-Marc Berlière a commencé à se plonger dans les archives de la police et de la justice lors de ses premiers travaux de recherche sur les tentatives anarcho-syndicalistes de grève générale dans les chemins de fer en 1919-1920 et leur répression. Considéré comme un pionnier du domaine, l'essentiel de son travail concernera ensuite l’histoire de la police en France.
Son Histoire des polices en France : de l'Ancien régime à nos jours en 2011, complète ainsi Le Monde des polices  qui défrichait en 1996 une historiographie en cours de constitution par une actualisation et des apports de sociologie par son co-auteur René Lévy.
À partir de 2001, il travaille plus spécifiquement sur les forces de l'ordre durant l’Occupation. Cela donnera lieu à la publication en 2018 de Police des temps noirs, « Une somme attendue sur les forces de police et de gendarmerie durant la collaboration » qui présente sous forme de dictionnaire les diverses et complexes institutions de forces de l'ordre de cette période.

### Le PCF pendant la Seconde Guerre mondiale
C’est par le biais des archives de la police que Berlière a contribué à l’histoire du parti communiste dans la clandestinité, en y trouvant non seulement des informations sur la répression, mais aussi des archives du parti clandestin saisies.
En 2004, il publie Le Sang des communistes, un livre sur des « oubliés de l'histoire » que furent les premiers jeunes résistants communistes des Bataillons de la jeunesse et sur les mécanismes de cet oubli induits notamment par la promotion concurrente des fusillés de Châteaubriant au rang de premiers martyrs de la Résistance par les otages eux-mêmes et les instances dirigeantes du Parti communiste.
Entre 2004 et 2015, Jean-Marc Berlière cosigne six ouvrages touchant à la période clandestine de l'histoire du Parti communiste français pendant la Seconde Guerre mondiale avec Franck Liaigre dont il fut le directeur de thèse,,,.

## Controverses et polémiques
Jean-Marc Berlière participe à des controverses ou polémiques sur certains usages de l'histoire qu'il juge des « falsifications » ou « mystifications », notamment dans le cadre de commémorations officielles.
Il lance ainsi avec son confrère Franck Liaigre une controverse sur le qualificatif de « résistant » de Guy Môquet, restée assez confidentielle en 2004 et qui resurgit en 2007 lorsque Nicolas Sarkozy évoque Guy Môquet durant sa campagne et au moment de sa prise de fonction. La question donne lieu à l'ouvrage L'Affaire Guy Môquet : enquête sur une mystification officielle.
Il est aussi pris dans une polémique sur la question de Vichy et les juifs après celle autour d'Éric Zemmour qui s'appuyait sur les vues de l'historien Alain Michel. Ayant estimé qu'il y avait là une question historique à revoir et défendu des vues proches d'Alain Michel, il est critiqué en 2020 par Laurent Joly dans un numéro de la Revue d'histoire de la Shoah qui considère que Berlière, seul historien à avoir pris Alain Michel au sérieux, ne maîtrise pas l'historiographie du sujet et que si ces deux auteurs « n’ont guère d’influence dans le champ scientifique », ils posent un problème politique en donnant du crédit à Éric Zemmour. Un droit de réponse est refusé aux deux mis en cause.
En 2022, tout en récusant la dangerosité d'Éric Zemmour, Jean-Marc Berlière  s'indigne dans Causeur de commémorations qui selon lui déformeraient l'histoire avec la complicité « d’historiens-idéologues »,.
Ce thème est repris en  2023 dans Histoire d'une falsification – Vichy et la Shoah dans l'Histoire officielle et le discours commémoratif, ouvrage écrit sur un ton pamphlétaire avec deux historiens amateurs, René Fiévet et Emmanuel de Chambost, publié chez un éditeur habitué du genre.
Si l'ouvrage reçoit quelques soutiens dans la presse,, et est bien accueilli à droite et à l'extrême droite, il est ignoré par la plupart des universitaires et sévèrement jugé par un des historiens attaqués, Laurent Joly, qui dans la Revue d’histoire moderne et contemporaine reprend la généalogie de ses idées, qui passe notamment par Alfred Fabre-Luce, et inscrit ce livre « dans une histoire de l’histoire de Vichy et des crimes de la collaboration qui, depuis des décennies, ont suscité toute une littérature visant à en minimiser la gravité, jusqu’aux récentes provocations d’Éric Zemmour »,. Michèle Riot-Sarcey affirme pour sa part sur le site du CVUH que « du point de vue de ces historiens révisionnistes, l’autre est l’ennemi, notamment le juif, étranger par définition selon le point de vue des véritables falsificateurs », ce qui lui vaut, ainsi qu'à Natacha Coquery, présidente du CVUH, de devoir comparaître en mars 2025 devant le tribunal judiciaire de Bobigny à la demande de Jean-Marc Berlière et René Fievet qui considèrent qu'ils ont été diffamés. À cette occasion, Libération rapproche les analyses de Jean-Marc Berlière d'« idées d'extrême droite » et indique qu'elles sont « régulièrement taxées de révisionnistes » tandis que celui-ci juge qu'avec ses coauteurs, il est « en contradiction avec un courant de l’opinion actuel qui consiste à faire porter la responsabilité des nazis sur Vichy ».

## Publications

### Ouvrages
- L'Institution policière en France sous la Troisième République (1875-1914), 3 vol. (LIV-1 304 p.), 30 cm, 1991

[Thèse de doctorat : Histoire : Dijon : 1991]
- La Police des mœurs sous la IIIe République, Paris, Éditions du Seuil, 1992, 264 p. (ISBN 2-02-012554-4, présentation en ligne). Réédition :La police des mœurs, Paris, Perrin, coll. « Tempus » (no 635), 2016, 286 p., poche (ISBN 978-2-262-06528-7).
- Le Préfet Lépine : vers la Naissance de la police moderne, Paris, Denoël, 1993, 278 p. (ISBN 978-2-207-24012-0). Nouvelle édition enrichie et mise à jour : Naissance de la police moderne, Paris, Perrin, coll. « Tempus » (no 407), 2011, 411 p., poche (ISBN 978-2-262-03580-8).
- Le Monde des polices en France, XIXe-XXe siècles, Bruxelles, Complexe, coll. « Le monde de » (no 2), 1996, 275 p. (ISBN 2-87027-641-9, présentation en ligne).
- « Police, État et société en France des années trente aux années soixante : essai bibliographique », in Cahiers de l’IHTP, 36, mars 1997 (en collaboration avec Marie Vogel).
- La Police française entre bouleversements et permanences : années trente-années cinquante, La Documentation française, Paris, 2000 (direction avec Denis Peschanski).
- Les Policiers français sous l'Occupation : d'après les archives inédites de l'épuration (coécrit avec Laurent Chabrun), Paris, Perrin, 2001, 388 p. (ISBN 978-2-262-01626-5). Prix Jacques Derogy du livre d'investigation. Réédition au format de poche : Policiers sous l'occupation, Perrin, coll. « Tempus », 2009.
- Le Crime de Soleilland, 1907 : les journalistes et l'assassin, Paris, Éditions Tallandier, 2003, 240 p. (ISBN 2-84734-069-6).
- Le Sang des communistes : les bataillons de la jeunesse dans la lutte armée, automne 1941 (avec Franck Liaigre), Paris, Fayard, coll. « Nouvelles études contemporaines », 2004, 415 p. (ISBN 2-213-61487-3, présentation en ligne), [présentation en ligne].
- Liquider les traîtres : la face cachée du PCF, 1941-1943 (avec Franck Liaigre), Paris, Robert Laffont, 2007, 510 p. (ISBN 978-2-221-10756-0, présentation en ligne). Prix Guizot de l'Académie Française. Réédition : Liquider les traîtres : la face cachée du PCF, 1941-1943 (avec Franck Liaigre), Paris, Robert Laffont, coll. « Documento », 2015, 510 p. (ISBN 978-2-221-15617-9, BNF 44272021).
- L'Affaire Guy Môquet : enquête sur une mystification officielle, Larousse, Paris, 2009 (avec Frank Liaigre)
- Le Témoin, le Sociologue et l'Historien : quand des policiers se mettent à table, Nouveau Monde (dir. avec René Lévy), 2010.
- Histoire des polices en France : de l'Ancien régime à nos jours (coécrit avec René Lévy), Paris, Nouveau Monde, 2011, 767 p. (ISBN 978-2-84736-573-3, présentation en ligne). Édition revue et mise à jour : Histoire des polices en France : de l'Ancien régime à nos jours (coécrit avec René Lévy), Paris, Nouveau Monde, coll. « Poche : histoire », 2013, 863 p. (ISBN 978-2-36583-379-0).
- Fichés ? : photographie et identification, 1850-1960 (direction avec Pierre Fournié), Perrin, 2011.
- Ainsi finissent les salauds : séquestrations et exécutions clandestines dans Paris libéré, Robert Laffont, 2012 (avec Franck Liaigre). Rééditions en livre de poche, Éditions Tallandier, coll. « Texto », 2018, 2022.
- Liaisons dangereuses : miliciens, truands, résistants. Paris, 1944 (coécrit avec François Le Goarant de Tromelin), Paris, Perrin, 2013, 378 p. (ISBN 978-2-262-03567-9, présentation en ligne).
- Polices des temps noirs : France, 1939-1945, Paris, Perrin, 2018, 1357 p. (ISBN 978-2-262-03561-7, présentation en ligne)[31],[32]
- Le Silence des maquis. Polar généalogique (avec Justine Berlière), Paris, Denoël, octobre 2021[33]
- La Police à Paris en 1900, Nouveau Monde éditions, 2023, 296 p.  (ISBN 9782380942347).
- Histoire d'une falsification. Vichy et la Shoah dans l'histoire officielle et le discours commémoratif (avec Emmanuel de Chambost et René Fiévet), éditions de l'Artilleur, 2023, 325 p.  (ISBN 978-2-81001-154-4).

### Direction d'ouvrages
- Jean-Marc Berlière (dir.), Les Grandes Affaires Criminelles du Moyen Âge à nos jours. Perrin, 2020 (réédition collection Tempus, 2022)
- Jean-Marc Berlière (dir.) et Denis Peschanski (dir.), Pouvoirs et polices au XXe siècle : Europe, États-Unis, Japon, Bruxelles, Éditions Complexe, coll. « Interventions », 1997, 323 p. (ISBN 2-87027-682-6, présentation en ligne).
- Jean-Marc Berlière (dir.) et Denis Peschanski (dir.), La police française (1930-1950) : entre bouleversements et permanences, Paris, La Documentation française, coll. « La sécurité aujourd'hui », 2000, 324 p. (ISBN 2-11-004427-6).
- Jean-Marc Berlière (dir.), Catherine Denys (dir.), Dominique Kalifa (dir.) et Vincent Milliot (dir.), Métiers de police : être policier en Europe, XVIIIe-XXe siècle, Rennes, Presses universitaires de Rennes, coll. « Histoire », 2008, 560 p. (ISBN 978-2-7535-0698-5, présentation en ligne).

## Films et documentaires pour la télévision
- La Police des années noires, documentaire de 52 minutes réalisé par Arnaud Gobin pour France Télévisions en 2002 (Zeaux productions/ France 5 ), prix spécial du jury au Festival international du film de la Résistance de Nice, décembre 2002.
- Policiers sous l’Occupation, série documentaire en quatre parties de 26 minutes (Toute l’Histoire) et version de deux parties de 52 minutes pour TV5, réalisée par Arnaud Gobin (AB Sat, TV5, Zeaux productions, 2003).
- Crimes à la Belle époque, série de huit documentaires de 26 minutes, Toute l’Histoire (AB Sat)/ Zeaux Productions, 2003, réalisée par Christine Bouteiller et Katherine Thompson. Édition DVD, Doriane Films, 2019
- L’Histoire de la police française : de la Lieutenance de police à Schengen, série de quatre documentaires de 52 minutes réalisée par Michel Kaptur et Éric Pittard pour TF1/Odyssée, (JEM Productions, 13 production, 2004). Cette série est éditée en coffret de deux DVD : Histoire de la police française : mythes et réalités de Louis XIV à nos jours, LCJ éditions, 2007, distribution Europe Images International.
- Chroniques de la Mondaine, série documentaire en quatre parties réalisée par Laurent Portes pour Planète, produite par Sunset Presse, 2010.
- Règlement de comptes à l'institut, réalisé par Joseph Beauregard, produit par les Films des tambours de soie, La Chaîne Histoire, décembre 2021 (et diffusions Suisse et Belgique sur la RTS et la RTB)